# Pummerin
De Pummerin is de grootste luidklok van de Stephansdom in de Oostenrijkse hoofdstad Wenen.

## Geschiedenis
De oorspronkelijke klok werd gegoten in 1705 en had een diameter van 3,16 meter en woog 22.500 kilo. De Pummerin werd gegoten van de kannonbalen van de Ottomanon na het Beleg van Wenen in 1683.
Tijdens de Tweede Wereldoorlog ging de klok verloren tijdens een brand. 
In 1951 werd er een nieuwe Pummerin gegoten, die in 1952 in de noordelijke toren van de Stephansdom werd gehangen. De klok weegt 21.383 kilogram en is daarmee niet alleen de grootste klok van de Stephansdom zelf, maar ook van Oostenrijk en een van de grootste klokken ter wereld.
De klok wordt met rechte as en vliegende klepel aangeslagen.
De klok wordt met name op speciale feesten en momenten in de wereldgeschiedenis ten gehore gebracht bijvoorbeeld iedere jaarwisseling om middernacht. Met de Paaswake om 23:00, op Eerste Paasdag van 11:50 tot 12:10. Iedere 23 april bij iedere verjaardag van de Stephansdom luidt de Pummerin van 19:20 tot 19:30. Op Sacramentszondag luit de klok 2 keer om 09:30 en 11:30.
Ook bij de dood van John F Kennedy en Paus Johannes Paulus II werd de Pummerin geluid.